# Шафранек, Франтишек
Франтишек Шафранек (чеш. František Šafránek; 2 января 1931, Прага — 27 июня 1987, там же) — чехословацкий футболист и футбольный тренер.

## Карьера игрока

### Клубная
Воспитанник школы спортивного сообщества «Вршовице», в 1949 году начал карьеру в пражской «Спарте» (тогда она называлась «Спартак Соколово»). В 1952 году пришёл в пражскую «Дуклу», в составе которой семь раз выиграл чемпионат страны и дважды завоевал кубок страны. Всего за «Дуклу» сыграл 238 игр в чемпионате Чехословакии, отметившись 28 голами. В 1966 году покинул клуб, перейдя в скромный «Спартак» из Влашима. Взяв четырёхлетнюю паузу и поработав тренером, в 1974 году вернулся на футбольное поле в качестве игрока в команду «Страшнице» (чеш. RH Strašnice), где и завершил карьеру.

### В сборной
В сборной провёл 22 игры и забил один гол. Участвовал в двух чемпионатах мира 1954 и 1958 годов (на первом сыграл две встречи), стал бронзовым призёром чемпионата Европы 1960 года.

## После карьеры игрока
Тренерскую карьеру начал ещё в 1970 году, возглавив команду «Дукла» (Сланы) и проработав с ней до 1974 года. По окончании игровой карьеры в 1980 году пришёл в академию пражской «Дуклы» и устроился работать тренером молодёжных команд до 1983 года.
27 июня 1987 во время матча ветеранов клуба «Дукла» (Прага) скончался в результате сердечного приступа.

## Достижения
- Чемпион Чехословакии: 1953, 1956, 1958, 1961, 1962, 1963, 1964
- Победитель Кубка Чехословакии: 1961 и 1965
- Бронзовый призёр чемпионата Европы: 1960